# Брашнич, Горан
Го́ран Бра́шнич (сербохорв. Goran Brašnić / Горан Брашнић; род. 26 сентября 1973, Градачац, СФРЮ) — боснийский футболист, вратарь. Выступал за сборную Боснии и Герцеговины.

## Карьера
В 2002 году покинул клуб «Троглав» после того, как тот вылетел из боснийской Премьер-лиги. Новой командой Брашнича стал «Жепче». Пробиться в основной состав сумел только на третий сезон, в 2004 году. В 2005 году провёл два матча в Кубке УЕФА против македонского «Башкими».
В начале 2006 года перешёл в клуб чемпионата Хорватии «Интер». В том сезоне клуб вылетел во Вторую лигу, но уже через год, став её победителем, вернулся в элиту. Однако Брашнич остался во Второй лиге, проведя сезон 2007/08 в «Сегесте». В 2008 году вернулся в «Интер», сыграв в его составе в 17 матчах Первой лиги.
В 2010 году боснийский ветеран подписал контракт с вьетнамским клубом «Сонглам Нгеан».

## Международная карьера
Впервые был вызван в сборную в сентябре 2003 года, в 29 лет. Дебютировал в национальной команде 18 февраля 2004 года, выйдя на замену в товарищеской игре с Македонией. Всего защищал ворота сборной Боснии и Герцеговины в 8 матчах, в том числе в 2 матчах отборочного турнира к чемпионату мира 2010 (с Турцией и Арменией).
Будучи тренером вратарей сборной Боснии и Герцеговины, в возрасте 47 лет попал в заявку команды на матч Лиги наций против сборной Польши 14 октября 2020 года, поскольку один из вратарей сборной Ясмин Бурич заразился коронавирусом. На поле не выходил, боснийцы проиграли со счётом 0:3.

## Достижения
- Победитель Второй лиги Хорватии: 2006/07
- Обладатель Кубка Вьетнама: 2010